# Gesamtionenstromchromatogramm

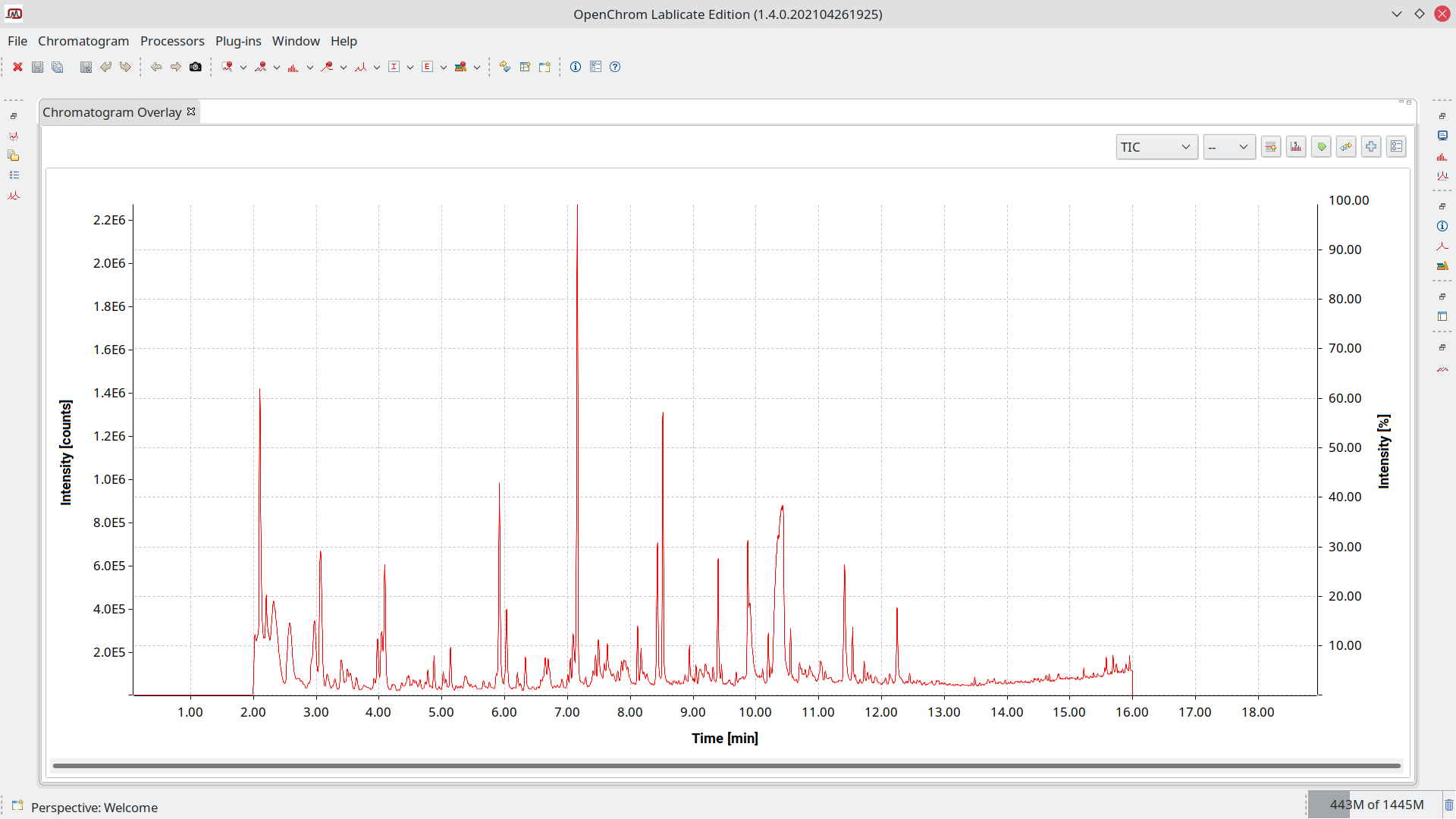
Total Ion Current Chromatogram in OpenChrom

Als Gesamtionenstromchromatogramm (kurz TICC von engl. Total Ion Current Chromatogram, früher Total Ion Chromatogram, kurz TIC, auch: rekonstruiertes Totalionenstromchromatogramm, kurz RTICC oder früher RTIC) bezeichnet man bei mit der Massenspektrometrie gekoppelten Chromatographieverfahren ein Chromatogramm dargestellt durch ein Diagramm des Gesamtionenstrom gegen die Retentionszeit.